# Quatorzième district congressionnel de Floride
Le 14e district congressionnel de Floride est une circonscription électorale du Congrès américain et a été redessiné en 2012, à compter de janvier 2013, à l'ouest du comté de Hillsborough, en Floride et au comté de Manatee. Après la modification des limites du district en 2016, il est entièrement situé à l'intérieur du comté de Hillsborough,. Le district comprend tout Tampa. Le district comprend également la base aérienne MacDill et l'aéroport international de Tampa.
L'ancien 14e district, en 2003-2012, était situé dans la région de la côte du golfe du sud-ouest de la Floride et comprenait tout le comté de Lee et des parties des comtés de Charlotte et Collier. Fort Myers, Naples, Cape Coral et une partie de Port Charlotte étaient situés dans le district.
De 2013 à 2017, le district a été attribué à l'ouest du comté de Hillsborough, en Floride et au comté de Manatee. Après que les limites du district ont changé en 2017, il était entièrement situé à l'intérieur du comté de Hillsborough et comprenait tout Tampa.
Le district est actuellement représenté par la démocrate Kathy Castor.

## Géographie
| #   | Comté        | Siège      | Population |
| --- | ------------ | ---------- | ---------- |
| 57  | Hillsborough | Tampa      | 1 535 564  |
| 103 | Pinellas     | Clearwater | 961 596    |

### Villes de 10 000 personnes ou plus
- Tampa – 403 364
- St. Petersburg – 261 256
- Town 'n' Country – 85 951
- Egypt Lake-Leto – 36 644
- Ruskin – 28 620
- Citrus Park – 28 178
- East Lake-Orient Park – 28 050
- Palm River-Clair Mel – 26 142
- Apollo Beach – 26 002
- Westchase – 25 952
- Keystone – 25 211
- Northdale – 23 033
- Lealman – 21 189
- Gibsonton – 18 566
- Progress Village – 11 188

### Villes de 2 500 à 10 000 personnes
- Carrollwood – 7 195
- Feather Sound – 3 607

## Historique de vote
| Année | Poste     | Résultats                       |
| ----- | --------- | ------------------------------- |
| 2000  | Président | Bush 60,0 % - 38,0 %            |
| 2004  | Président | George W. Bush 61,0 % - 38,0 %  |
| 2008  | Président | John McCain 57,0 % - 42,0 %     |
| 2012  | Président | Barack Obama 65,0 % - 34,0 %    |
| 2016  | Président | Hillary Clinton 57,0 % - 39,0 % |
| 2020  | Président | Joe Biden 57,0 % - 41,0 %       |

## Liste des Représentants du district
| Membre                            | Parti       | Années                             | Congrès     | Histoire électorale |
| --------------------------------- | ----------- | ---------------------------------- | ----------- | --- |
| District établi le 3 janvier 1973 |             |                                    |             | |
| Claude Pepper (en)                | Démocrate   | 3 janvier 1973 - 3 janvier 1983    | 93e - 97e   | Redécoupage depuis le 11e district et réélu en 1972. Réélu en 1974. Réélu en 1976. Réélu en 1978. Réélu en 1980. Redécoupage vers le 18e district.                               |
| Daniel A. Mica (en)               | Démocrate   | 3 janvier 1983 - 3 janvier 1989    | 98e - 100e  | Redécoupage depuis le 11e district et réélu en 1982. Réélu en 1984. Réélu en 1986. Retrait pour se présenter comme sénateur des États-Unis.                                      |
| Harry Johnston (en)               | Démocrate   | 3 janvier 1989 - 3 janvier 1993    | 101e , 102e | Élu en 1988. Réélu en 1990. Redécoupage vers le 19e district. |
| Porter Goss                       | Républicain | 3 janvier 1993 - 23 septembre 2004 | 103e - 108e | Redécoupage depuis le 13e district et réélu en 1992. Réélu en 1994. Réélu en 1996. Réélu en 1998. Réélu en 2000. Réélu en 2002. Démissionne pour devenir le directeur de la CIA. |
| Vacant                            | Vacant      | 23 septembre 2004 - 3 janvier 2005 | 108e        | |
| Connie Mack IV                    | Républicain | 3 janvier 2005 - 3 janvier 2013    | 109e - 112e | Élu en 2004. Réélu en 2006. Réélu en 2008. Réélu en 2010. Retrait pour se présenter comme sénateur des États-Unis.                                                               |
| Kathy Castor                      | Démocrate   | 3 janvier 2013 - Présent           | 113e - 118e | Redécoupage depuis le 11e district et réélue en 2012. Réélue en 2014. Réélue en 2016. Réélue en 2018. Réélue en 2020. Réélue en 2022.                                            |

## Résultats des récentes élections
Voici les résultats des récentes élections dans le district.

### 2004
| Élection de 2004 du 14e district congressionnel de Floride | Élection de 2004 du 14e district congressionnel de Floride | Élection de 2004 du 14e district congressionnel de Floride | Élection de 2004 du 14e district congressionnel de Floride | Élection de 2004 du 14e district congressionnel de Floride |
| ---------------------------------------------------------- | ---------------------------------------------------------- | ---------------------------------------------------------- | ---------------------------------------------------------- | ---------------------------------------------------------- |
| Parti                                                      | Parti                                                      | Candidat                                                   | Votes                                                      | %                                                          |
|                                                            | Républicain                                                | Connie Mack IV                                             | 226 662                                                    | 67,59                                                      |
|                                                            | Démocrate                                                  | Robert M. Neeld                                            | 108 672                                                    | 32,41                                                      |
| Total des votes                                            | Total des votes                                            | Total des votes                                            | 335 334                                                    | 100 %                                                      |
|                                                            | Les Républicains conservent                                |                                                            |                                                            |                                                            |

### 2006
| Élection de 2006 du 14e district congressionnel de Floride | Élection de 2006 du 14e district congressionnel de Floride | Élection de 2006 du 14e district congressionnel de Floride | Élection de 2006 du 14e district congressionnel de Floride | Élection de 2006 du 14e district congressionnel de Floride |
| ---------------------------------------------------------- | ---------------------------------------------------------- | ---------------------------------------------------------- | ---------------------------------------------------------- | ---------------------------------------------------------- |
| Parti                                                      | Parti                                                      | Candidat                                                   | Votes                                                      | %                                                          |
|                                                            | Républicain                                                | Connie Mack IV (sortant)                                   | 151 615                                                    | 64,37                                                      |
|                                                            | Démocrate                                                  | Robert M. Neeld                                            | 83 920                                                     | 35,63                                                      |
| Total des votes                                            | Total des votes                                            | Total des votes                                            | 235 535                                                    | 100 %                                                      |
|                                                            | Les Républicains conservent                                |                                                            |                                                            |                                                            |

### 2008
| Élection de 2008 du 14e district congressionnel de Floride | Élection de 2008 du 14e district congressionnel de Floride | Élection de 2008 du 14e district congressionnel de Floride | Élection de 2008 du 14e district congressionnel de Floride | Élection de 2008 du 14e district congressionnel de Floride |
| ---------------------------------------------------------- | ---------------------------------------------------------- | ---------------------------------------------------------- | ---------------------------------------------------------- | ---------------------------------------------------------- |
| Parti                                                      | Parti                                                      | Candidat                                                   | Votes                                                      | %                                                          |
|                                                            | Républicain                                                | Connie Mack IV (sortant)                                   | 224 602                                                    | 59,44                                                      |
|                                                            | Démocrate                                                  | Robert M. Neeld                                            | 93 590                                                     | 24,77                                                      |
|                                                            | Indépendant                                                | Burt Saunders                                              | 54 750                                                     | 14,49                                                      |
|                                                            | Indépendant                                                | Jeff George                                                | 4 949                                                      | 1,31                                                       |
| Total des votes                                            | Total des votes                                            | Total des votes                                            | 377 891                                                    | 100 %                                                      |
|                                                            | Les Républicains conservent                                |                                                            |                                                            |                                                            |

### 2010
| Élection de 2010 du 14e district congressionnel de Floride | Élection de 2010 du 14e district congressionnel de Floride | Élection de 2010 du 14e district congressionnel de Floride | Élection de 2010 du 14e district congressionnel de Floride | Élection de 2010 du 14e district congressionnel de Floride |
| ---------------------------------------------------------- | ---------------------------------------------------------- | ---------------------------------------------------------- | ---------------------------------------------------------- | ---------------------------------------------------------- |
| Parti                                                      | Parti                                                      | Candidat                                                   | Votes                                                      | %                                                          |
|                                                            | Républicain                                                | Connie Mack IV (sortant)                                   | 188 341                                                    | 68,57                                                      |
|                                                            | Démocrate                                                  | James Lloyd Roach                                          | 74 525                                                     | 27,13                                                      |
|                                                            | Indépendant                                                | William Maverick St. Claire                                | 11 825                                                     | 4,31                                                       |
| Total des votes                                            | Total des votes                                            | Total des votes                                            | 274 691                                                    | 100 %                                                      |
|                                                            | Les Républicains conservent                                |                                                            |                                                            |                                                            |

### 2012
| Élection de 2012 du 14e district congressionnel de Floride | Élection de 2012 du 14e district congressionnel de Floride | Élection de 2012 du 14e district congressionnel de Floride | Élection de 2012 du 14e district congressionnel de Floride | Élection de 2012 du 14e district congressionnel de Floride |
| ---------------------------------------------------------- | ---------------------------------------------------------- | ---------------------------------------------------------- | ---------------------------------------------------------- | ---------------------------------------------------------- |
| Parti                                                      | Parti                                                      | Candidat                                                   | Votes                                                      | %                                                          |
|                                                            | Démocrate                                                  | Kathy Castor                                               | 197 121                                                    | 70,2                                                       |
|                                                            | Républicain                                                | Evelio "EJ" Otero                                          | 83 480                                                     | 29,8                                                       |
| Total des votes                                            | Total des votes                                            | Total des votes                                            | 280 601                                                    | 100 %                                                      |
|                                                            | Les Démocrates conservent                                  |                                                            |                                                            |                                                            |

### 2014
| Élection de 2014 du 14e district congressionnel de Floride | Élection de 2014 du 14e district congressionnel de Floride | Élection de 2014 du 14e district congressionnel de Floride | Élection de 2014 du 14e district congressionnel de Floride |
| ---------------------------------------------------------- | ---------------------------------------------------------- | ---------------------------------------------------------- | ---------------------------------------------------------- |
| Parti                                                      | Parti                                                      | Candidat                                                   | %                                                          |
|                                                            | Démocrate                                                  | Kathy Castor (sortante)                                    | 100 %                                                      |
|                                                            | Les Démocrates conservent                                  |                                                            |                                                            |

### 2016
| Élection de 2016 du 14e district congressionnel de Floride | Élection de 2016 du 14e district congressionnel de Floride | Élection de 2016 du 14e district congressionnel de Floride | Élection de 2016 du 14e district congressionnel de Floride | Élection de 2016 du 14e district congressionnel de Floride |
| ---------------------------------------------------------- | ---------------------------------------------------------- | ---------------------------------------------------------- | ---------------------------------------------------------- | ---------------------------------------------------------- |
| Parti                                                      | Parti                                                      | Candidat                                                   | Votes                                                      | %                                                          |
|                                                            | Démocrate                                                  | Kathy Castor (sortante)                                    | 195 789                                                    | 61,79                                                      |
|                                                            | Républicain                                                | Christine Quinn                                            | 121 088                                                    | 38,21                                                      |
| Total des votes                                            | Total des votes                                            | Total des votes                                            | 316 877                                                    | 100 %                                                      |
|                                                            | Les Démocrates conservent                                  |                                                            |                                                            |                                                            |

### 2018
| Élection de 2016 du 14e district congressionnel de Floride | Élection de 2016 du 14e district congressionnel de Floride | Élection de 2016 du 14e district congressionnel de Floride | Élection de 2016 du 14e district congressionnel de Floride |
| ---------------------------------------------------------- | ---------------------------------------------------------- | ---------------------------------------------------------- | ---------------------------------------------------------- |
| Parti                                                      | Parti                                                      | Candidat                                                   | %                                                          |
|                                                            | Démocrate                                                  | Kathy Castor (sortante)                                    | 100 %                                                      |
|                                                            | Les Démocrates conservent                                  |                                                            |                                                            |

### 2020
| Élection de 2020 du 14e district congressionnel de Floride | Élection de 2020 du 14e district congressionnel de Floride | Élection de 2020 du 14e district congressionnel de Floride | Élection de 2020 du 14e district congressionnel de Floride | Élection de 2020 du 14e district congressionnel de Floride |
| ---------------------------------------------------------- | ---------------------------------------------------------- | ---------------------------------------------------------- | ---------------------------------------------------------- | ---------------------------------------------------------- |
| Parti                                                      | Parti                                                      | Candidat                                                   | Votes                                                      | %                                                          |
|                                                            | Démocrate                                                  | Kathy Castor (sortante)                                    | 224 240                                                    | 60,26                                                      |
|                                                            | Républicain                                                | Christine Quinn                                            | 147 896                                                    | 39,74                                                      |
| Total des votes                                            | Total des votes                                            | Total des votes                                            | 372 136                                                    | 100 %                                                      |
|                                                            | Les Démocrates conservent                                  |                                                            |                                                            |                                                            |

### 2022
| Primaire démocrate de 2022 du 14e district congressionnel de Floride | Primaire démocrate de 2022 du 14e district congressionnel de Floride | Primaire démocrate de 2022 du 14e district congressionnel de Floride | Primaire démocrate de 2022 du 14e district congressionnel de Floride | Primaire démocrate de 2022 du 14e district congressionnel de Floride |
| -------------------------------------------------------------------- | -------------------------------------------------------------------- | -------------------------------------------------------------------- | -------------------------------------------------------------------- | -------------------------------------------------------------------- |
| Parti                                                                | Parti                                                                | Candidat                                                             | Votes                                                                | %                                                                    |
|                                                                      | Démocrate                                                            | Kathy Castor (sortante)                                              | 62 562                                                               | 90,3                                                                 |
|                                                                      | Démocrate                                                            | Christopher Bradley                                                  | 6 684                                                                | 9,7                                                                  |

| Primaire républicaine de 2022 du 14e district congressionnel de Floride | Primaire républicaine de 2022 du 14e district congressionnel de Floride | Primaire républicaine de 2022 du 14e district congressionnel de Floride | Primaire républicaine de 2022 du 14e district congressionnel de Floride | Primaire républicaine de 2022 du 14e district congressionnel de Floride |
| ----------------------------------------------------------------------- | ----------------------------------------------------------------------- | ----------------------------------------------------------------------- | ----------------------------------------------------------------------- | ----------------------------------------------------------------------- |
| Parti                                                                   | Parti                                                                   | Candidat                                                                | Votes                                                                   | %                                                                       |
|                                                                         | Républicain                                                             | James Judge                                                             | 20 466                                                                  | 53,1                                                                    |
|                                                                         | Républicain                                                             | Jerry Torres                                                            | 11 398                                                                  | 29,6                                                                    |
|                                                                         | Républicain                                                             | Samar Nashagh                                                           | 6 650                                                                   | 17,3                                                                    |

| Élection de 2022 du 14e district congressionnel de Floride | Élection de 2022 du 14e district congressionnel de Floride | Élection de 2022 du 14e district congressionnel de Floride | Élection de 2022 du 14e district congressionnel de Floride | Élection de 2022 du 14e district congressionnel de Floride |
| ---------------------------------------------------------- | ---------------------------------------------------------- | ---------------------------------------------------------- | ---------------------------------------------------------- | ---------------------------------------------------------- |
| Parti                                                      | Parti                                                      | Candidat                                                   | Votes                                                      | %                                                          |
|                                                            | Démocrate                                                  | Kathy Castor (sortante)                                    | 149 737                                                    | 56,9                                                       |
|                                                            | Républicain                                                | James Judge                                                | 113 427                                                    | 43,1                                                       |
| Total des votes                                            | Total des votes                                            | Total des votes                                            | 263 164                                                    | 100 %                                                      |
|                                                            | Les Démocrates conservent                                  |                                                            |                                                            |                                                            |

### 2024
La Primaire Démocrate a été annulée. Kathy Castor (D-Sortante) avance vers l'élection.
| Primaire Républicaine de 2024 du 14e district congressionnel de Floride | Primaire Républicaine de 2024 du 14e district congressionnel de Floride | Primaire Républicaine de 2024 du 14e district congressionnel de Floride | Primaire Républicaine de 2024 du 14e district congressionnel de Floride | Primaire Républicaine de 2024 du 14e district congressionnel de Floride |
| ----------------------------------------------------------------------- | ----------------------------------------------------------------------- | ----------------------------------------------------------------------- | ----------------------------------------------------------------------- | ----------------------------------------------------------------------- |
| Parti                                                                   | Parti                                                                   | Candidat                                                                | Votes                                                                   | %                                                                       |
|                                                                         | Républicain                                                             | Robert Rochford                                                         | 15 575                                                                  | 54,1                                                                    |
|                                                                         | Républicain                                                             | John Peters                                                             | 7 771                                                                   | 27,0                                                                    |
|                                                                         | Républicain                                                             | Ehsan Joarder                                                           | 3 837                                                                   | 13,3                                                                    |
|                                                                         | Républicain                                                             | Neelam Perry                                                            | 1 594                                                                   | 5,5                                                                     |

| Élection de 2024 du 14e district congressionnel de Floride | Élection de 2024 du 14e district congressionnel de Floride | Élection de 2024 du 14e district congressionnel de Floride | Élection de 2024 du 14e district congressionnel de Floride | Élection de 2024 du 14e district congressionnel de Floride |
| ---------------------------------------------------------- | ---------------------------------------------------------- | ---------------------------------------------------------- | ---------------------------------------------------------- | ---------------------------------------------------------- |
| Parti                                                      | Parti                                                      | Candidat                                                   | Votes                                                      | %                                                          |
|                                                            | Démocrate                                                  | Kathy Castor (sortante)                                    | 199 423                                                    | 56,9                                                       |
|                                                            | Républicain                                                | Robert Rochford                                            | 145 643                                                    | 41,6                                                       |
|                                                            | Indépendant                                                | Christopher Bradley (write-in)                             | 2595                                                       | 0,7                                                        |
|                                                            | Libertarien                                                | Nathaniel Snyder                                           | 2524                                                       | 0,7                                                        |
| Total des votes                                            | Total des votes                                            | Total des votes                                            | 350 185                                                    | 100 %                                                      |
|                                                            | Les Démocrates conservent                                  |                                                            |                                                            |                                                            |

## Frontières historiques du district

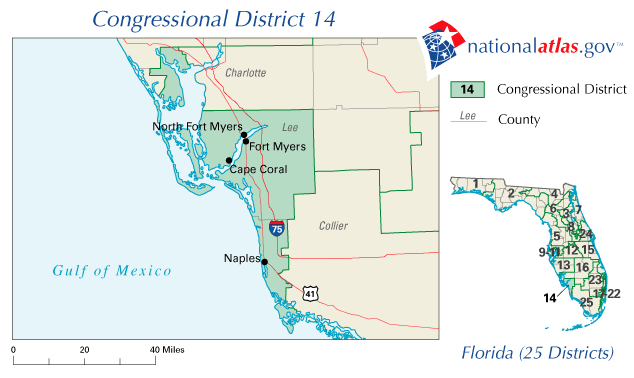
2003 - 2013

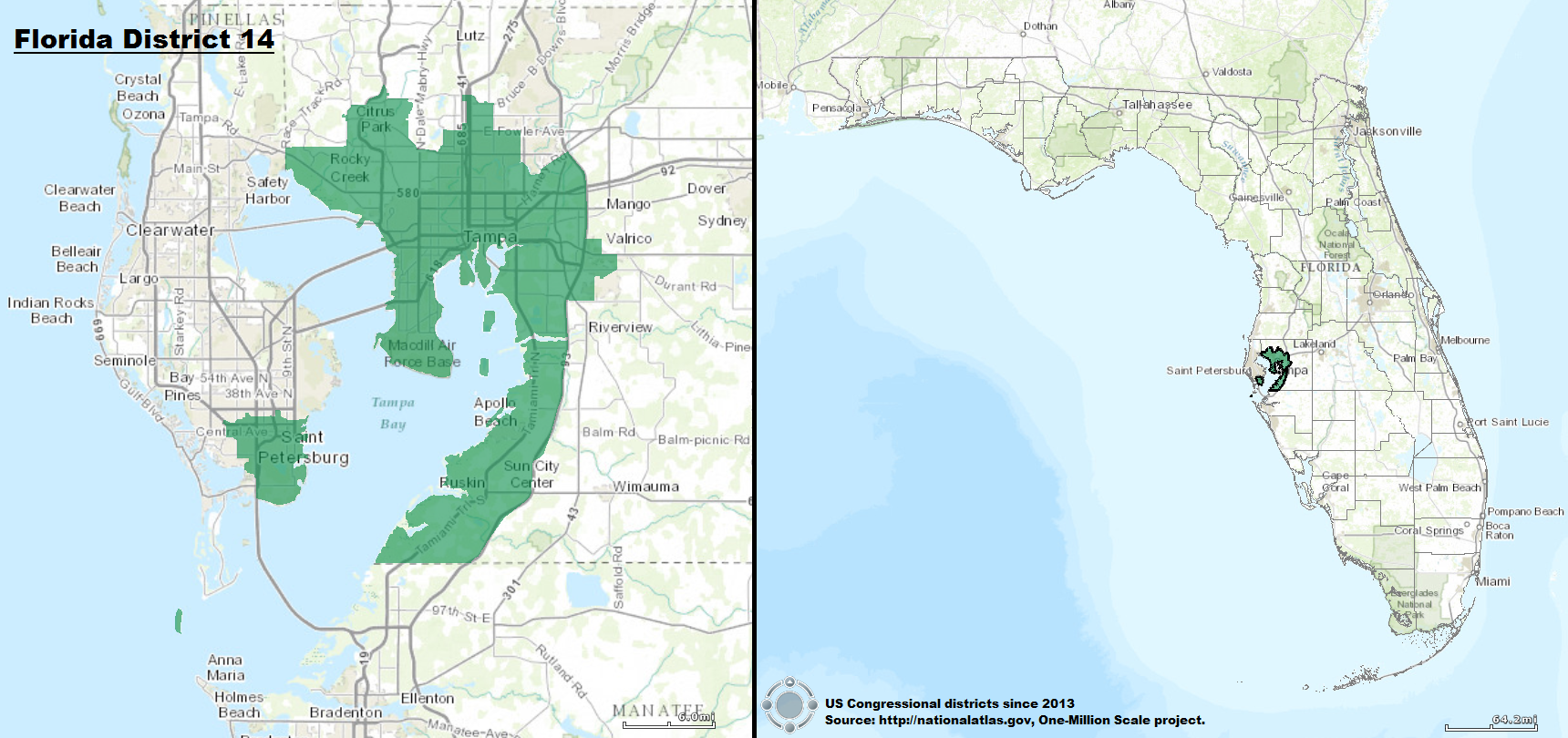
2013 - 2017

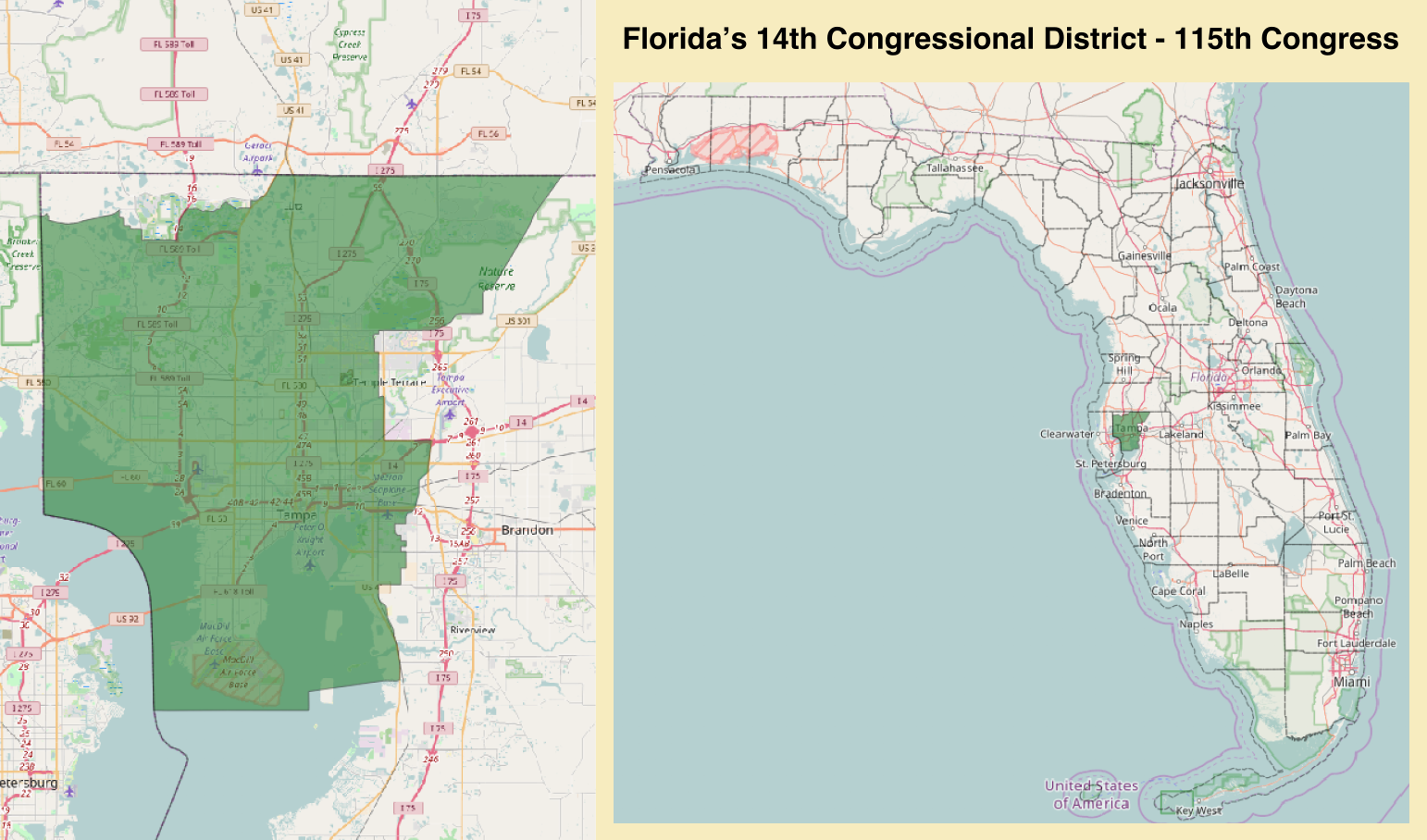
2017 - 2023

depuis 2023